# Unac
Unac település Franciaországban, Ariège megyében. Lakosainak száma 127 fő (2022. január 1.). Unac Bestiac, Luzenac, Perles-et-Castelet, Tignac és Vernaux községekkel határos.

## Népesség
A település népessége az elmúlt években az alábbi módon változott:
| Lakosok száma | 146  | 121  | 118  | 122  | 117  | 118  | 120  | 125  | 126  | 127  |
|               | 1968 | 1982 | 1990 | 2006 | 2013 | 2015 | 2017 | 2019 | 2020 | 2022 |